# Scopula aliata
Scopula aliata är en fjärilsart som beskrevs av Herrich-Schäffer 1847. Scopula aliata ingår i släktet Scopula och familjen mätare. Inga underarter finns listade.